# Ermos e Gerais: Contos Goianos
Ermos e Gerais: Contos Goianos é o primeiro livro de contos do escritor goiano Bernardo Élis, publicado originalmente em 1944.
Bernardo Élis nasceu em Corumbá de Goiás, em 1915. Em 1924, menino, presenciou, na sua terra natal, a marcha dos revoltosos de Prestes. Filiou-se ao Partido Comunista Brasileiro em 1944. A dimensão do político, conhecida por acaso, converte, mais tarde, o jovem escritor num ficcionista engajado. Desse modo, a partir da sua região, Bernardo Élis produzirá uma literatura permeada pela realidade humana e social. Ermos e gerais, de 1944, seu livro de estreia, situa-se no que podemos denominar um regionalismo que segue o paradigma do romance de 30. As suas narrativas compreendem casos, fábulas típicas em linguagem típica, que ilustram a fala e a conduta de um grupo apartado dos centros de decisão. São narrativas que encenam histórias num espaço aberto, desabitado, e num tempo degradado, sem grau, sem qualidade, sem dignidade. Ao lado de Bernardo Élis, nessa época, década de 40 do século passado, encontraremos escrevendo também uma literatura com marcas regionais; Herberto Sales, Francisco Martins, Dalcídio Jurandir, Jorge Amado, José Condé, José Lins do Rego, Adonias Filho, Guimarães Rosa e, logo depois, na década de 50, Mário Palmério e J. J. Veiga.